# Кумской (Калмыкия)
Кумской — посёлок в Черноземельском районе Калмыкии, административный центр Кумского сельского муниципального образования.
Основан в 1949 году
Население - 401 (2012)

## История
Поселок Кумской образовался на базе МЖС Ставропольского края в 1949 году. Поселок состоял из 10 землянок, в одной из которых размещалась школа.
В 1956 году после отмены ограничений по передвижению на территорию бывшей Калмыцкой АССР начали возвращаться калмыки. В 1957 году посёлок передан вновь образованной Калмыцкой автономной области. После возвращения калмыцкого народа посёлок стал активно застраиваться: возводились жилые дома и объекты социального и культурного назначения. 08 апреля 1961 года Президиум Верховного Совета Калмыцкой АССР постановил присвоить посёлку центральный усадьбы Кумской МЖС наименование «Кумской».
В 1972 году на базе Кумской МЖС был образован совхоз имени Будённого.

## Физико-географическая характеристика
Посёлок расположен на юге Черноземельского района, на Чёрных Землях, в пределах Прикаспийской низменности, на левом берегу реки Кума (Кумской коллектор), на высоте 8 метров ниже уровня мирового океана. Рельеф местности равнинный, осложнён песчаными буграми и небольшими западинами, в которых расположены небольшие озера Почвы пойменные засолённые, к северу от посёлка - пески (урочище Барсукели)
По автомобильной дороге расстояние до столицы Калмыкии города Элиста составляет 240 км, до районного центра посёлка Комсомольский - 44 км.
Климат
Климат резко континентальный, с жарким и засушливым летом и малоснежной ветреной, иногда со значительными холодами, зимой. Согласно классификации климатов Кёппена-Гейгера тип климата - семиаридный. Среднегодовая температура воздуха положительная и составляет + 10,7 °C, средняя температура самого холодного месяца января - 3,9 °C, самого жаркого месяца июля + 25,1 °C. Расчётная многолетняя норма осадков - 287 мм, наименьшее количество осадков выпадает в феврале (15 мм), наибольшее в июне (39 мм).
Часовой пояс
Кумской, как и вся Республика Калмыкия, находится в часовой зоне МСК (московское время). Смещение применяемого времени относительно UTC составляет +3:00.

## Население
| 2002 | 2010 | 2012 |
| ---- | ---- | ---- |
| 450  | ↘429 | ↘401 |

Национальный состав
Согласно результатам переписи 2002 года большинство населения посёлка составляли калмыки (60 %)

## Социальная сфера
В посёлке действуют средняя школа, фельдшерско-акушерский пункт, сельский клуб.

## Транспортная инфраструктура
Расстояние от посёлка до районного центра (посёлок Комсомольский) составляет 45 км, до ближайшей железнодорожной станции — 60 км, ближайшего аэропорта — 245 км. Регулярного транспортного сообщения с районным центром нет. Отсутствует подъезд с твёрдым покрытием к посёлку.